# Ognyan Gerdzhikov
Ognyan Stefanov Gerdzhikov (em búlgaro:  Огнян Стефанов Герджиков) (Sofia, 19 de março de 1946) é um político e jurista búlgaro, que foi primeiro-ministro interino da Bulgária entre 27 de janeiro e 4 de maio de 2017, tendo sido nomeado pelo presidente Rumen Radev. Gerdzhikov foi presidente da Assembleia Nacional da Bulgária durante os anos de 2001 e 2005.